# Richard B. Wright
Richard Bruce Wright (ur. 4 marca 1937 w Midland w prowincji Ontario, zm. 7 lutego 2017 w St. Catharines w prowincji Ontario) – kanadyjski pisarz.
Ukończył studia na Ryerson Institute of Technology (1959) i Trent University (1972). Otrzymał nagrody literackie: Toronto Book Awars i Faber Memorial Prize (obie za powieść In the Middle of a Life), Governor General's Literary Award, Libris Award, Trillium Book Award  i Giller Prize (wszystkie za powieść Klara Callan). W 2007 otrzymał Order Kanady.
2 września 1966 poślubił Phyllis M. Cotton. Para miała dwóch synów.

## Publikacje

### Powieści
- The Weekend Man (1970)
- In the Middle of a Life (1973)
- Farthing's Fortunes (1976)
- Final Things (1980)
- The Teacher's Daughter (1982)
- Tourists (1984)
- Sunset Manor (1990)
- The Age of Longing (1995)
- Clara Callan (2001; wydanie polskie Klara Callan 2004)
- Adultery (2004)
- October (2007)
- Mr. Shakespeare's Bastard (2010)
- Nightfall (2016)

### Literatura faktu
- A Life with Words (2015)